# Tamara (Casanare)
Tamara é um município da Colômbia, localizado no departamento de Casanare.